# Löwen Frankfurt
Löwen Frankfurt je německý klub ledního hokeje, který sídlí ve Frankfurtu nad Mohanem v Hesensku. Založen byl v roce 2010 z mládežnického oddílu zaniklého klubu Frankfurt Lions. Ve sportovní terminologii se jedná o tzv. Phoenix club. Od sezóny 2021/22 působí v Deutsche Eishockey Lize, německé nejvyšší soutěži ledního hokeje. Klubové barvy jsou černá, stříbrná a oranžová.
Své domácí zápasy odehrává v Eissporthalle am Ratsweg s kapacitou 6 990 diváků.

## Přehled ligové účasti
Stručný přehled
Zdroj: 
- 2010–2011: Eishockey-Regionalliga West (4. ligová úroveň v Německu)
- 2011–2014: Eishockey-Oberliga West (3. ligová úroveň v Německu)
- 2014–2022 : DEL2 (2. ligová úroveň v Německu)
- 2022– : DEL (1. ligová úroveň v Německu)

Jednotlivé ročníky
Zdroj: 
Legenda: ZČ - základní část, červené podbarvení - sestup, zelené podbarvení - postup, fialové podbarvení - reorganizace, změna skupiny či soutěže
| Německo (2010 – ) |                         |           |           |                                                    |          |
| Sezóny            | Soutěž                  | Úroveň    | ZČ        | Play-off                                           | Poznámky |
| 2010/11           | Regionalliga West       | 4. úroveň | 1. místo  | Zápas o 3. místo (výhra)                           | Postup   |
| 2011/12           | Oberliga West           | 3. úroveň | 5. místo  | Kvalifikační skupina (5. místo)                    |          |
| 2012/13           | Oberliga West           | 3. úroveň | 2. místo  | Semifinále                                         |          |
| 2013/14           | Oberliga West           | 3. úroveň | 1. místo  | Baráž o DEL2 (3. místo)                            | Postup   |
| 2014/15           | DEL2                    | 2. úroveň | 4. místo  | Semifinále                                         |          |
| 2015/16           | DEL2                    | 2. úroveň | 5. místo  | Čtvrtfinále                                        |          |
| 2016/17           | DEL2                    | 2. úroveň | 2. místo  | Vítěz                                              |          |
| 2017/18           | DEL2                    | 2. úroveň | 3. místo  | Semifinále                                         |          |
| 2018/19           | DEL2                    | 2. úroveň | 1. místo  | Finále                                             |          |
| 2019/20           | DEL2                    | 2. úroveň | 1. místo  | Zrušení sezóny                                     |          |
| 2020/21           | DEL2                    | 2. úroveň | 5. místo  | Semifinále                                         |          |
| 2021/22           | DEL2                    | 2. úroveň | 1. místo  | Vítěz                                              | Postup   |
| 2022/23           | Deutsche Eishockey Liga | 1. úroveň | 10. místo | Předkolo (prohra 0:2 na zápasy s Düsseldorfer EG)  |          |
| 2023/24           | Deutsche Eishockey Liga | 1. úroveň | 12. místo | Ne                                                 |          |
| 2024/25           | Deutsche Eishockey Liga | 1. úroveň | 10. místo | Předkolo (prohra 0:2 na zápasy s Straubing Tigers) |          |